# Miles Daniel McAlester
Miles Daniel McAlester est un général de brigade américain. Il est né le 21 mars 1833 à Belfast, dans l'état de New York, et est décédé le 23 avril 1869 à Buffalo, dans l'état de New York. il est inhumé au Hollenback Cemetery à Wilkes-Barre, en Pennsylvanie.

## Carrière
Il sort de West Point en 1856 et est nommé le 1er juillet 1856, sous-lieutenant, de manière temporaire, dans le corps des ingénieurs de l'armée, avant d'en être nommé sous-lieutenant, de manière définitive, le 1er décembre 1856. De 1856 à 1857, il est ingénieur-assistant dans la construction de Fort Taylor, en Floride. Il fait partie des ingénieurs pour les défenses de la côte atlantique, en 1857-58, et dans la construction et les réparations des fortifications du port de New York. Il est directeur des ingénieurs pour les défenses de l'entrée dudit port en 1859-60, et 1861, et pour les réparations de Fort Mifflin, en Pennsylvanie, en 1861.
Le 2 mai 1861, il est nommé lieutenant dans le corps des ingénieurs et prend part à la guerre qui débute comme ingénieur-assistant dans la construction des défenses de Washington, du 17 octobre 1861 à mars 1862, comme ingénieur en chef du 3e corps de l'armée du Potomac, dans la campagne de la Péninsule, de mars à août 1862, participant au siège de Yorktown, du 5 avril au 4 mai 1862, à la bataille de Williamsburg, le 5 mai 1862, et dirige la construction de nombreux ouvrages sur les champs de bataille, de juin à juillet 1862. Il est promu major et lieutenant-colonel le 1er juillet 1862, pour faits de bravoure et méritoire lors de la campagne Péninsulaire. Il participe alors à la fortification de Yorktown, en août 1862, à la campagne du Maryland, dans l'armée du Potomac, étant engagé dans la bataille de South Mountain, en septembre 1862, et à la bataille d'Antietam, le 17 septembre 1862. Il est aussi ingénieur en chef du département de l'Ohio du 30 octobre 1862 à avril 1863. Après avoir été nommé capitaine le 3 mars 1863, il fortifie Cincinnati, Covington, dans l'Ohio, et Newport dans le Kentucky. Il construit également un pont ferroviaire pour les armées de l'Ouest, d'avril à août 1863. Il sert sous les ordres du général Grant au siège de Vicksburg. Il participe au siège et à la reddition de Fort Gaines, en Alabama, et à celui de Fort Morgan, en août 1864 pour lesquels il est promu colonel, le 23 août 1864, pour hauts faits méritoires en tant que directeur des ingénieurs présents lors de ces sièges.
Le 9 avril 1865, il est promu général de brigade de l'armée américaine, pour faits de bravoure et méritoire lors du siège de Mobile, en Alabama.
Le 7 mars 1867, il est nommé major-général du corps des ingénieurs.

### Sources
- "Cullum's Register", volume II, page 641